# Rolf Norell
Rolf Norell, född 5 september 1943 i Sollefteå, är en före detta fotbolls- och ishockeyspelare. Norell är utbildad idrottslärare med allroundmeriter inom fotboll, ishockey, friidrott och skidåkning. Han har deltagit i allsvenskan i fotboll, elitserien i ishockey, UP-finaler i friidrott och DM i skidåkning. Åren 1965–1970 spelade Norell i Helsingborgs IF som fotbollsspelare, där han många gånger utmärkte sig som straffläggare. Inom ishockeyn var han aktiv i Skellefteå AIK 1962–1963 samt i Rögle 1966–1969 och 1972–1976.
Rolf Norell har gjort sammanlagt 1 850 A-lagsmatcher i fotboll och ishockey. Dessutom är Norell den ende HIF:aren och Röglespelaren som spelat i båda klubbarna samtidigt i högsta serien. Enligt uppgift var Rolf Norell och Curt Edenvik de två sista spelarna som kunde dubblera fotboll och ishockey i denna serie.